# Salto del Guairá
Salto del Guairá è una città del Paraguay, capoluogo del dipartimento di Canindeyú; la città dista circa 600 km dalla capitale del paese, Asunción, e soltanto 6 km dalla frontiera con il Brasile.

## Popolazione
Al censimento del 2002 Salto del Guairá contava una popolazione urbana di 6.653 abitanti (11.298 nel suo distretto), secondo i dati della Dirección General de Estadística, Encuestas y Censos.

## Origine del nome
Il nome della città deriva da quello di una delle più grandi cascate del Sudamerica, i Saltos del Guairá (Cascate del Guairá). Oggi le cascate non esistono più, ma hanno lasciato spazio al grande bacino artificiale di Itaipú, che ha qui vicino la sua parte più settentrionale.

## Storia
La città fu fondata il 3 marzo del 1959; il 30 luglio 1973 fu costituito il distretto, mentre il 2 luglio 1974 Salto del Guairá fu nominata capitale del dipartimento di Canindeyú.

## Economia
La sua posizione a pochi km dalla frontiera, ha avuto sulla città un'influenza commerciale e turistica. Questo perché le tasse d'importazione in Paraguay sono molto più basse rispetto al vicino Brasile. Basta pensare che nella città vi sono più di trenta centri commerciali e moltissimi negozi.
Prima della crisi del marzo 2015 nella città entravano, ogni giorno, più di 10.000 turisti brasiliani che acquistavano beni per oltre 10 milioni di dollari al giorno.

## Infrastrutture e trasporti
A Salto del Guairá termina la strada nazionale 3 proveniente da Asunción.